# Mortes em janeiro de 2024
Mortes em 2024: ← Janeiro – Fevereiro – Março – Abril – Maio – Junho – Julho – Agosto – Setembro – Outubro – Novembro – Dezembro →
Esta é uma relação de pessoas notáveis que morreram durante o mês de janeiro de 2024, listando nome, nacionalidade, ocupação e ano de nascimento.

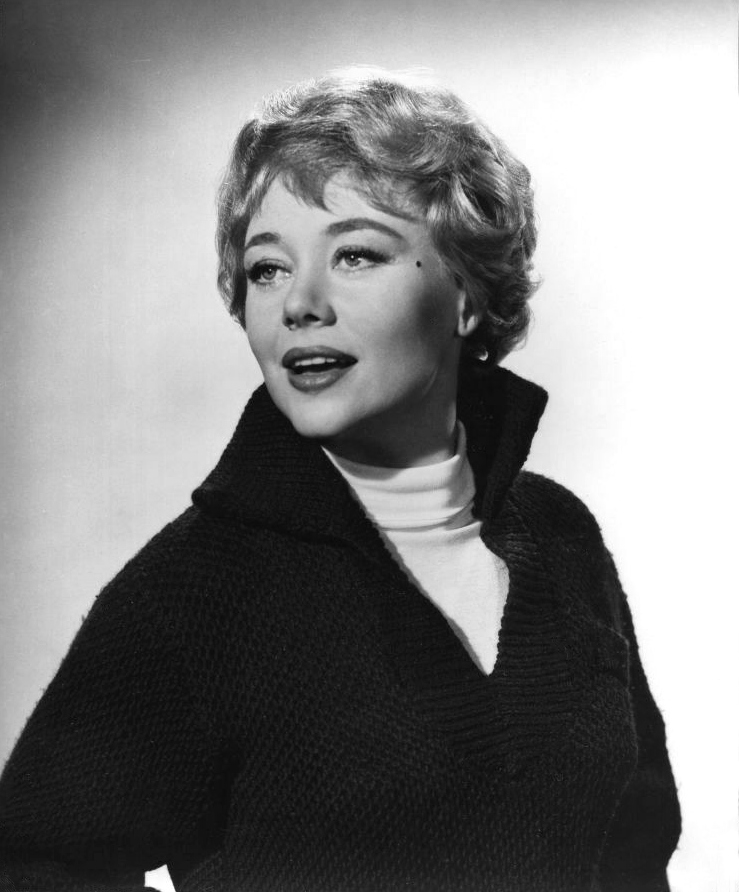
Glynis Johns, atriz, dançarina e musicista britânica.

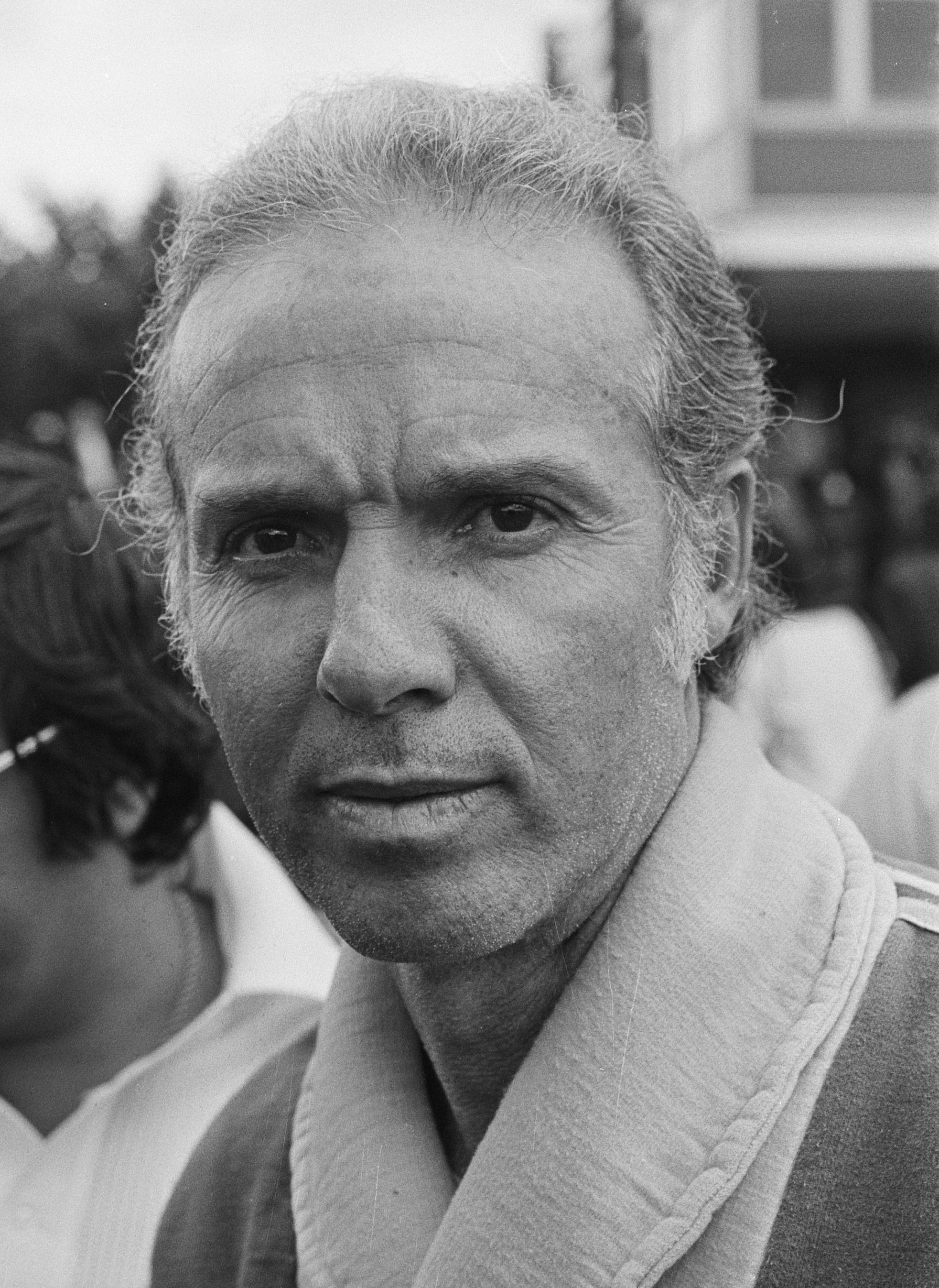
Zagallo, treinador e futebolista brasileiro.

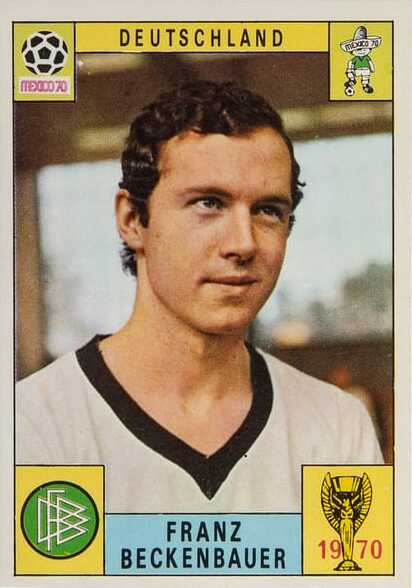
Franz Beckenbauer, treinador e futebolista alemão.

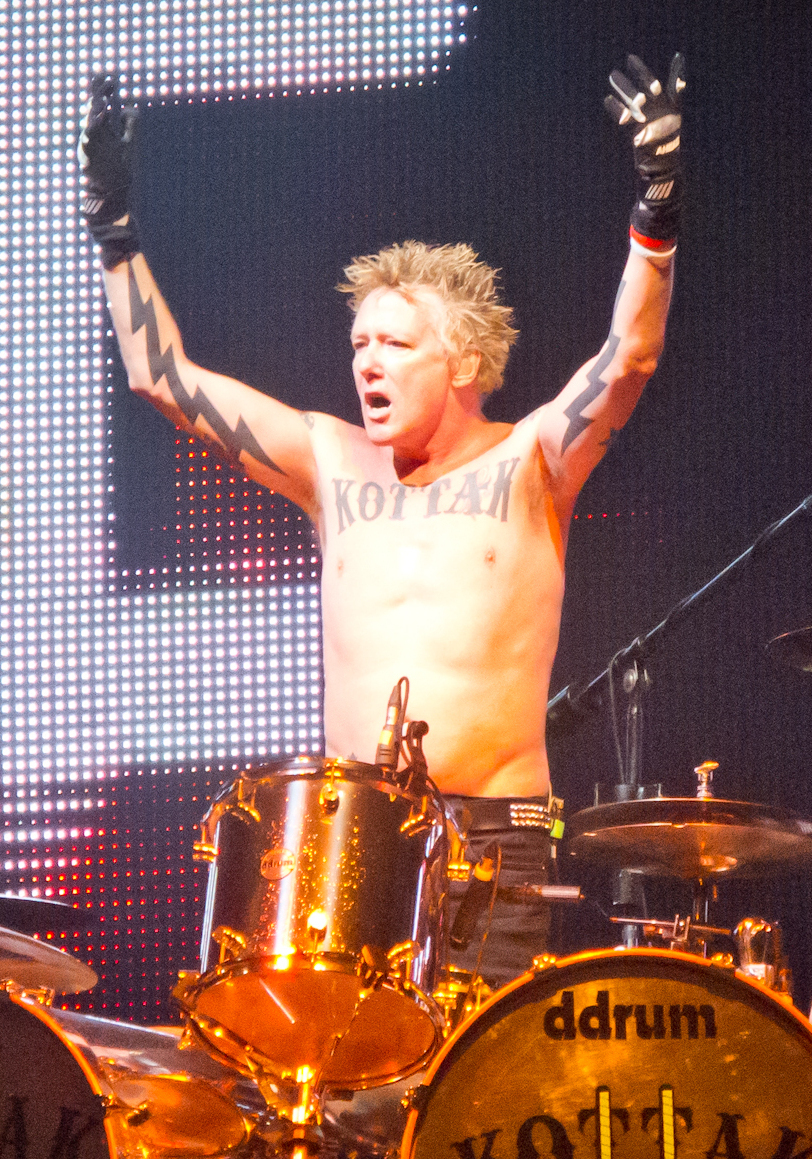
James Kottak, músico estadunidense.

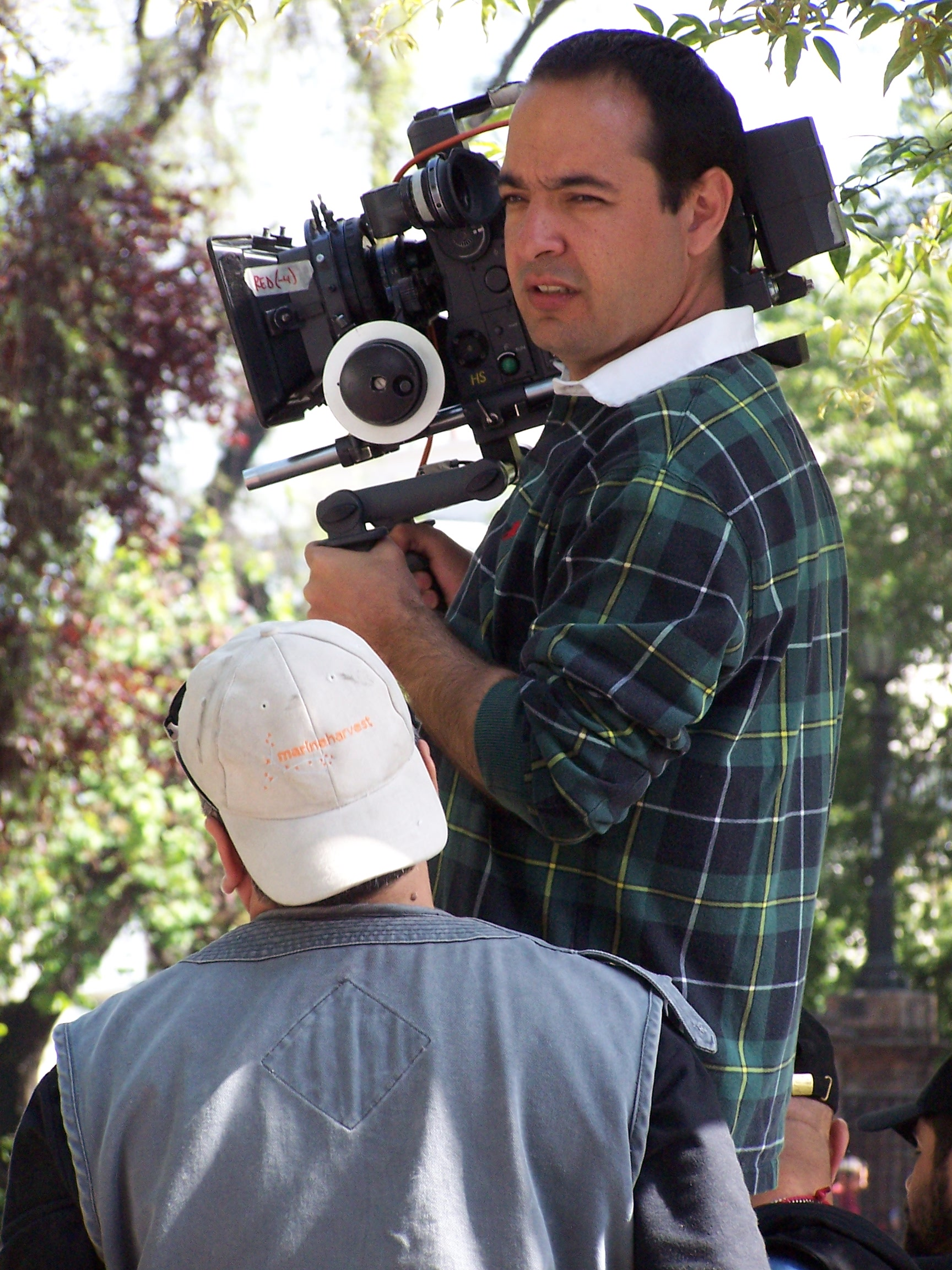
Gonzalo Lira, cineasta e romancista chileno-estadunidense.

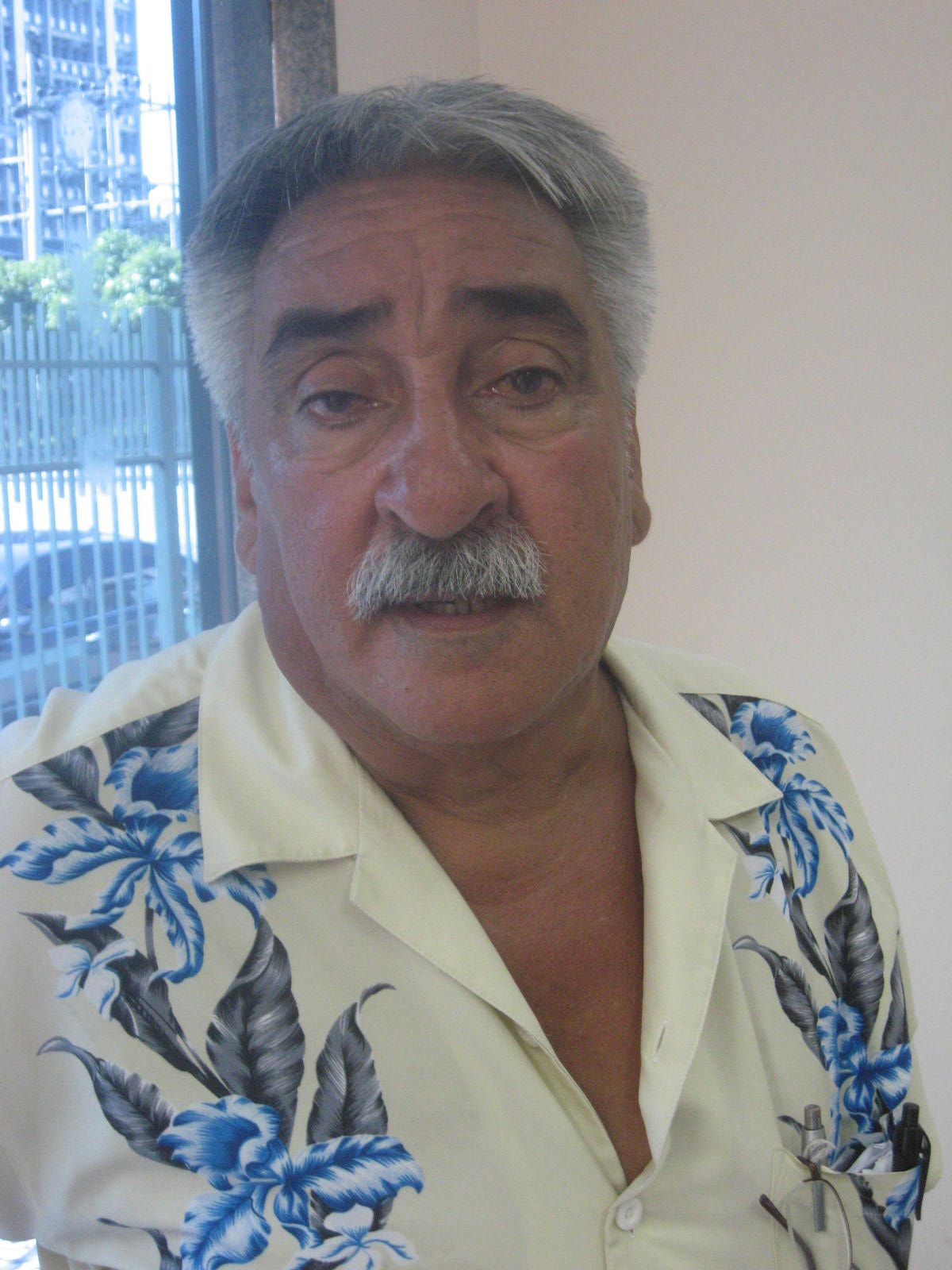
Cabelada, árbitro brasileiro.

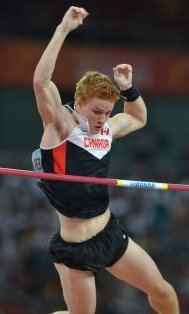
Shawnacy Barber, atleta canadense.

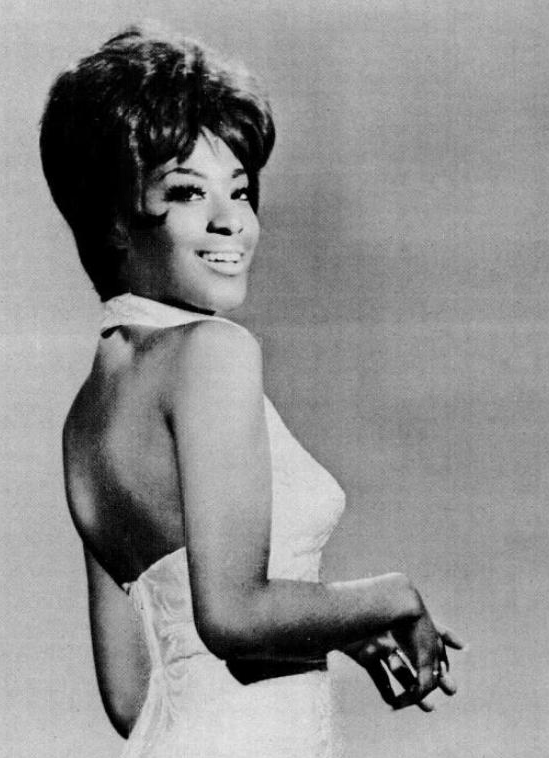
Marlena Shaw, cantora estadunidense.

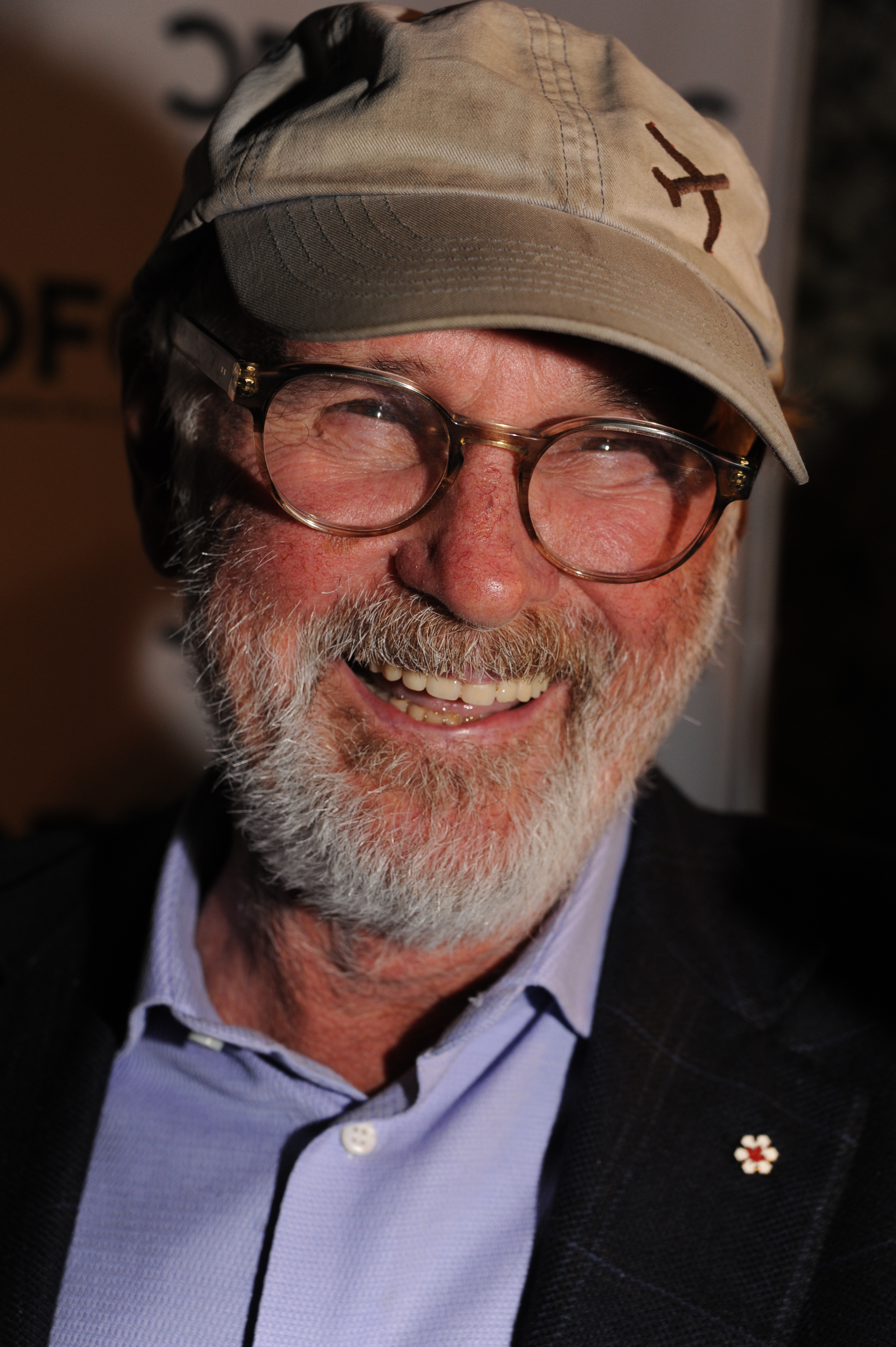
Norman Jewison, cineasta canadense.

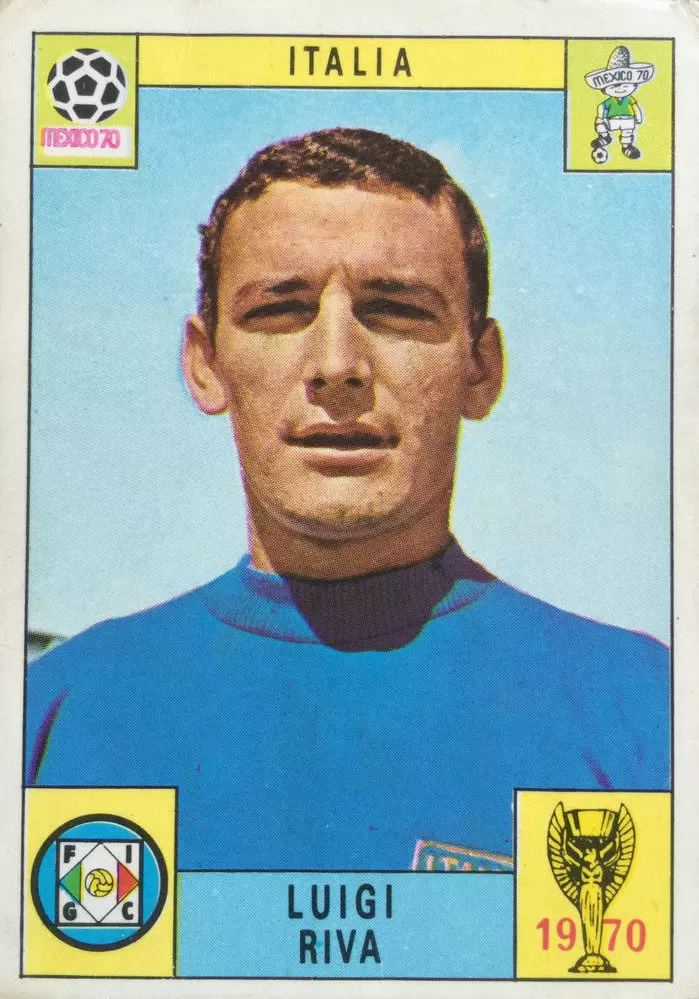
Luigi Riva, ex-futebolista italiano.

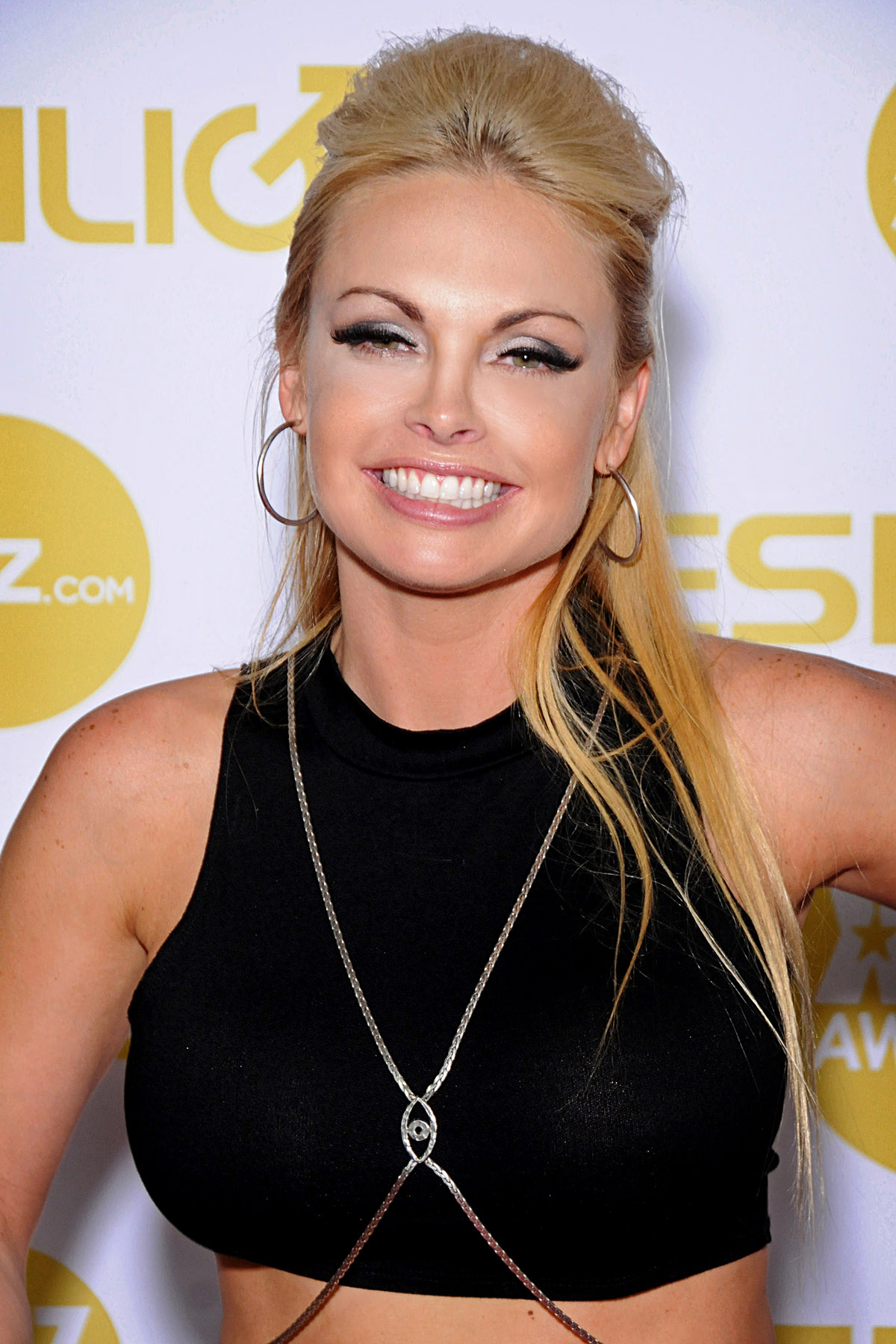
Jesse Jane, modelo e atriz pornográfica estadunidense.

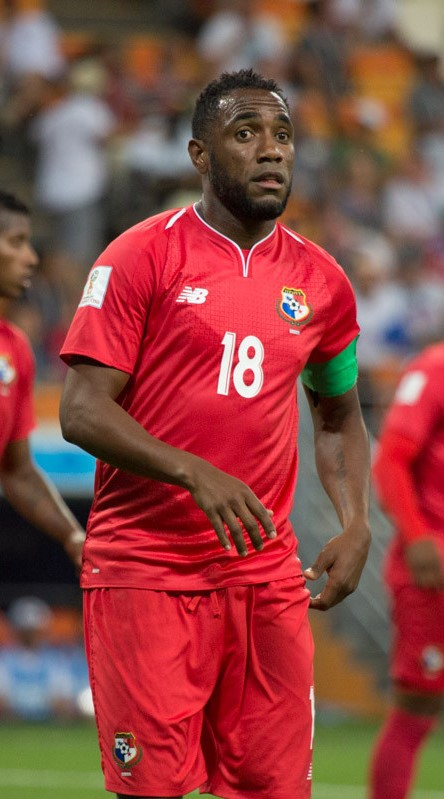
Luis Tejada, futebolista panamenho.

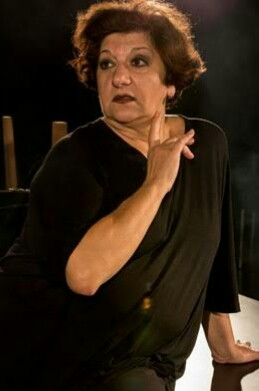
Jandira Martini, atriz brasileira.

| Dia | Nome                                | Profissão ou motivo de reconhecimento   | Nacionalidade                | Nasc. | Ref    |
| --- | ----------------------------------- | --------------------------------------- | ---------------------------- | ----- | ------ |
| 1   | Iwona Śledzińska-Katarasińska       | Política                                | Polónia                      | 1941  | [ 1 ]  |
| 1   | Chang Chih-Chia                     | Beisebolista                            | Taiwan                       | 1980  | [ 2 ]  |
| 1   | Denir                               | Massagista                              | Brasil                       | 1949  | [ 3 ]  |
| 1   | Niklaus Wirth                       | Cientista da computação                 | Suíça                        | 1934  | [ 4 ]  |
| 1   | Ole Daniel Enersen                  | Alpinista e historiador                 | Noruega                      | 1943  | [ 5 ]  |
| 2   | Alberto Festa                       | Futebolista                             | Portugal                     | 1939  | [ 6 ]  |
| 2   | Ken Bowman                          | Jogador de futebol americano            | Estados Unidos               | 1942  | [ 7 ]  |
| 2   | Saleh al-Arouri                     | Comandante militar                      | Palestina                    | 1966  | [ 8 ]  |
| 2   | Gottfried Münzenberg                | Físico e professor                      | Alemanha                     | 1940  | [ 9 ]  |
| 3   | Quinho do Salgueiro                 | Intérprete de samba-enredo e compositor | Brasil                       | 1957  | [ 10 ] |
| 3   | João Carreiro                       | Cantor e compositor                     | Brasil                       | 1982  | [ 11 ] |
| 4   | Glynis Johns                        | Atriz, dançarina e musicista            | Reino Unido/ África do Sul   | 1923  | [ 12 ] |
| 4   | Ana Afonso                          | Modelo e atriz                          | Portugal                     | 1976  | [ 13 ] |
| 4   | Ruy Mingas                          | Cantor, diplomata e político            | Angola                       | 1939  | [ 14 ] |
| 4   | Rosie Reyes                         | Tenista                                 | México                       | 1939  | [ 15 ] |
| 4   | Antonino Solmer                     | Ator e diretor teatral                  | Portugal                     | 1950  | [ 16 ] |
| 5   | Zagallo                             | Treinador e futebolista                 | Brasil                       | 1931  | [ 17 ] |
| 5   | Del Palmer                          | Músico                                  | Reino Unido                  | 1952  | [ 18 ] |
| 5   | Bernard Malgrange                   | Matemático                              | França                       | 1928  | [ 19 ] |
| 5   | Jack Squirek                        | Jogador de futebol americano            | Estados Unidos               | 1958  | [ 20 ] |
| 5   | Arstanbek Abdyldayev                | Político                                | Quirguistão/ União Soviética | 1968  | [ 21 ] |
| 6   | Fernando Capalla                    | Prelado                                 | Filipinas                    | 1934  | [ 22 ] |
| 6   | Campos Machado                      | Político e advogado                     | Brasil                       | 1939  | [ 23 ] |
| 6   | Hartmut Maurer                      | Jurista e professor                     | Alemanha                     | 1931  | [ 24 ] |
| 7   | Alberto Colombo                     | Automobilista                           | Itália                       | 1946  | [ 25 ] |
| 7   | Franz Beckenbauer                   | Treinador e futebolista                 | Alemanha                     | 1945  | [ 26 ] |
| 7   | Christine Yufon                     | Modelo, artista plástica e empresária   | China/ Brasil                | 1923  | [ 27 ] |
| 7   | Barton Jahncke                      | Velejador                               | Estados Unidos               | 1939  | [ 28 ] |
| 8   | Guy Bonnet                          | Cantor                                  | França                       | 1945  | [ 29 ] |
| 8   | Arnaldo Trindade                    | Editor e produtor musical               | Portugal                     | 1934  | [ 30 ] |
| 8   | Ventura Pons                        | Cineasta                                | Espanha                      | 1945  | [ 31 ] |
| 8   | Frans Janssens                      | Futebolista                             | Bélgica                      | 1945  | [ 32 ] |
| 8   | Adan Canto                          | Ator e diretor                          | México                       | 1981  | [ 33 ] |
| 8   | Jerome B. Schneewind                | Filósofo                                | Estados Unidos               | 1930  | [ 34 ] |
| 8   | Maria Stela Grossi Porto            | Socióloga e professora                  | Brasil                       | 1945  | [ 35 ] |
| 9   | Philippe Fanoko Kossi Kpodzro       | Prelado                                 | Togo                         | 1930  | [ 36 ] |
| 9   | James Kottak                        | Músico                                  | Estados Unidos               | 1962  | [ 37 ] |
| 9   | Ira Reiss                           | Sociólogo                               | Estados Unidos               | 1925  | [ 38 ] |
| 10  | Jennell Jaquays                     | Designer de jogos                       | Estados Unidos               | 1956  | [ 39 ] |
| 10  | Walmir Amaral                       | Quadrinista                             | Brasil                       | 1939  | [ 40 ] |
| 12  | Gonzalo Lira                        | Romancista e cineasta                   | Chile/ Estados Unidos        | 1968  | [ 41 ] |
| 12  | Günter Zumpe                        | Engenheiro e professor                  | Alemanha                     | 1929  | [ 42 ] |
| 13  | Tom Shales                          | Jornalista                              | Estados Unidos               | 1944  | [ 43 ] |
| 13  | Edemar Cid Ferreira                 | Economista e banqueiro                  | Brasil                       | 1943  | [ 44 ] |
| 13  | Cabelada                            | Árbitro                                 | Brasil                       | 1947  | [ 45 ] |
| 13  | Chico António                       | Músico                                  | Moçambique                   | 1958  | [ 46 ] |
| 14  | Stephen Laybutt                     | Futebolista                             | Austrália                    | 1977  | [ 47 ] |
| 14  | Karl-Heinz Ohlig                    | Professor                               | Alemanha                     | 1938  | [ 48 ] |
| 15  | Dana Ghia                           | Atriz e cantora                         | Itália                       | 1932  | [ 49 ] |
| 15  | Jožica Puhar                        | Socióloga e política                    | Eslovênia                    | 1942  | [ 50 ] |
| 16  | Sergio Sebastiani                   | Prelado                                 | Itália                       | 1931  | [ 51 ] |
| 16  | Ottavio Dazzan                      | Ciclista                                | Argentina/ Itália            | 1958  | [ 52 ] |
| 16  | Ervin Dér                           | Ciclista                                | Hungria                      | 1956  | [ 53 ] |
| 16  | Peter Schickele                     | Compositor                              | Estados Unidos               | 1935  | [ 54 ] |
| 16  | Klaus Wunder                        | Futebolista                             | Alemanha                     | 1950  | [ 55 ] |
| 17  | Shawnacy Barber                     | Atleta                                  | Canadá                       | 1994  | [ 56 ] |
| 17  | Don Ihde                            | Filósofo                                | Estados Unidos               | 1934  | [ 57 ] |
| 18  | Giovanni Giudici                    | Prelado                                 | Itália                       | 1940  | [ 58 ] |
| 18  | Teixeira de Manaus                  | Saxofonista                             | Brasil                       | 1944  | [ 59 ] |
| 18  | Donald Adamson                      | Escritor e historiador                  | Reino Unido                  | 1939  | [ 60 ] |
| 19  | Mario Eduardo Dorsonville-Rodríguez | Prelado                                 | Colômbia                     | 1960  | [ 61 ] |
| 19  | Mary Weiss                          | Cantora                                 | Estados Unidos               | 1948  | [ 62 ] |
| 19  | Marlena Shaw                        | Cantora                                 | Estados Unidos               | 1942  | [ 63 ] |
| 19  | Pluto Shervington                   | Músico                                  | Jamaica                      | 1950  | [ 64 ] |
| 20  | Piedad Córdoba                      | Política                                | Colômbia                     | 1955  | [ 65 ] |
| 20  | Norman Jewison                      | Cineasta                                | Canadá                       | 1926  | [ 66 ] |
| 20  | Nicholas Higham                     | Matemático                              | Reino Unido                  | 1961  | [ 67 ] |
| 21  | Mokhtar Hasni                       | Futebolista                             | Tunísia                      | 1952  | [ 68 ] |
| 22  | Anatoli Polivoda                    | Basquetebolista                         | Ucrânia/ União Soviética     | 1947  | [ 69 ] |
| 22  | Luigi Riva                          | Futebolista                             | Itália                       | 1944  | [ 70 ] |
| 22  | Antônio Henrique Bittencourt        | Político                                | Brasil                       | 1949  | [ 71 ] |
| 22  | Arno Allan Penzias                  | Físico                                  | Estados Unidos               | 1933  | [ 72 ] |
| 22  | Gary Graham                         | Ator                                    | Estados Unidos               | 1950  | [ 73 ] |
| 22  | Maria da Graça Carmona e Costa      | Galerista                               | Portugal                     | 1932  | [ 74 ] |
| 23  | Frank Farian                        | Produtor musical                        | Alemanha                     | 1941  | [ 75 ] |
| 23  | Melanie Safka                       | Cantora a compositora                   | Estados Unidos               | 1947  | [ 76 ] |
| 24  | Carl Andre                          | Escultor                                | Estados Unidos               | 1935  | [ 77 ] |
| 24  | Jesse Jane                          | Modelo e atriz pornográfica             | Estados Unidos               | 1980  | [ 78 ] |
| 25  | Bat-Sheva Dagan                     | Sobrevivente do Holocausto              | Israel/ Polónia              | 1925  | [ 79 ] |
| 25  | José Nello Marques                  | Jornalista e radialista                 | Brasil                       | 1954  | [ 80 ] |
| 25  | Abasse Ndione                       | Escritor                                | Senegal                      | 1946  | [ 81 ] |
| 25  | Deodoro                             | Futebolista                             | Brasil                       | 1944  | [ 82 ] |
| 26  | Shigeichi Negishi                   | Engenheiro                              | Japão                        | 1923  | [ 83 ] |
| 28  | Luis Tejada                         | Futebolista                             | Panamá                       | 1982  | [ 84 ] |
| 28  | Marcelo Cecé                        | Político                                | Brasil                       | 1936  | [ 85 ] |
| 28  | Walter Ivan de Azevedo              | Prelado                                 | Brasil                       | 1926  | [ 86 ] |
| 28  | Joyce Lobato                        | Neta de Monteiro Lobato                 | Brasil                       | 1930  | [ 87 ] |
| 29  | Sandra Milo                         | Atriz                                   | Itália                       | 1933  | [ 88 ] |
| 29  | Samuel Guimarães                    | Economista                              | Brasil                       | 1939  | [ 89 ] |
| 29  | Jandira Martini                     | Atriz                                   | Brasil                       | 1945  | [ 90 ] |
| 29  | Hinton Battle                       | Ator e coreógrafo                       | Alemanha/ Estados Unidos     | 1956  | [ 91 ] |
| 29  | Lúcia Faria                         | Amazona                                 | Brasil                       | 1945  | [ 92 ] |
| 30  | Chita Rivera                        | Atriz                                   | Estados Unidos               | 1933  | [ 93 ] |
| 30  | Jean Carnahan                       | Política                                | Estados Unidos               | 1933  | [ 94 ] |